# Éric Saul

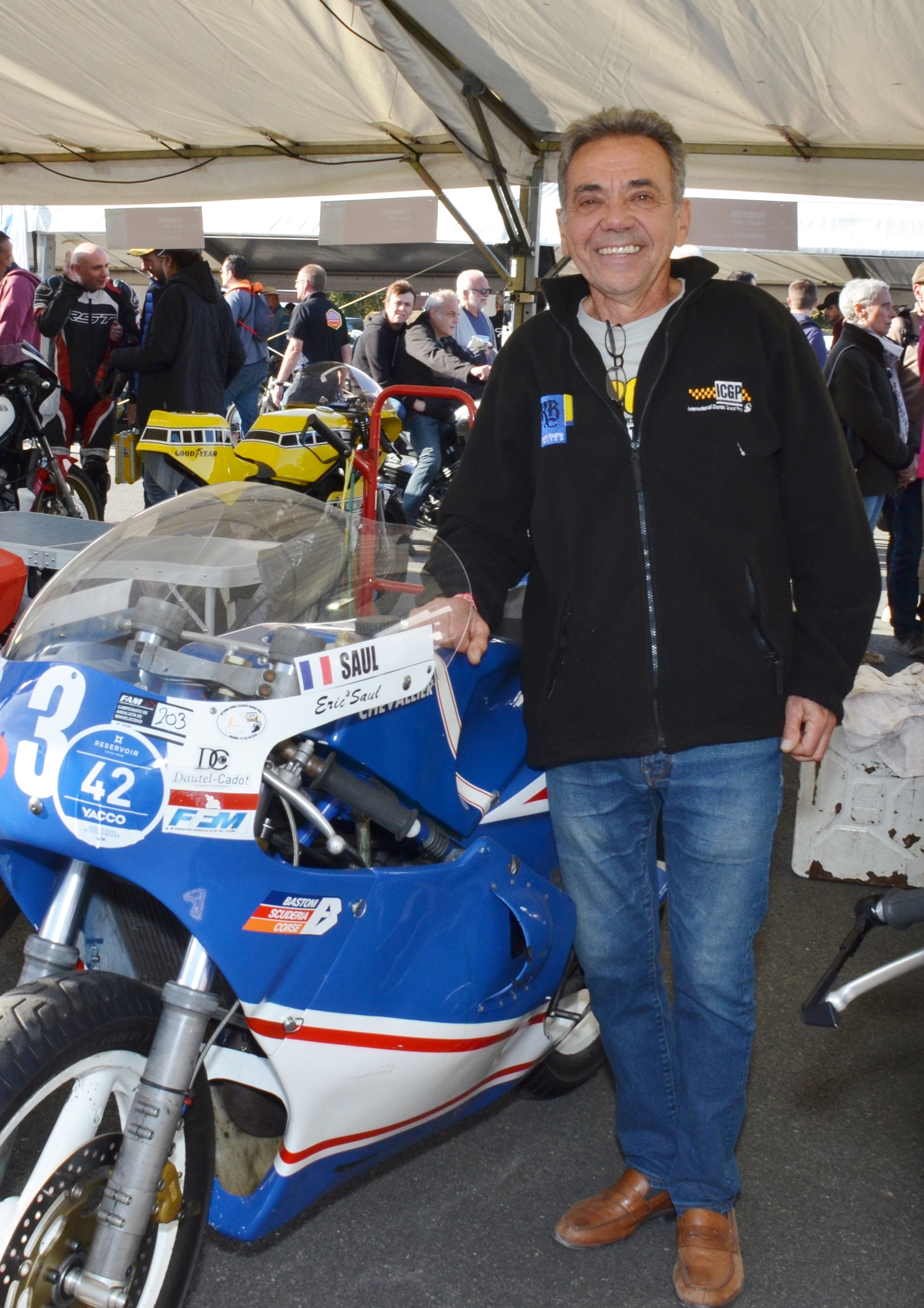
Éric Saul (2018).

Éric Saul (* 26. Mai 1954 in Frankreich) ist ein ehemaliger französischer Motorradrennfahrer. Im Zeitraum von 1977 bis 1986 fuhr er in den Grand-Prix-Klassen der 250 cm³, 350 cm³ und 125 cm³ und erzielte dabei insgesamt zwei GP-Siege sowie mehrere Podiumsplätze. Nach Rücktritt von der WM 1986 gründete Saul 1999 die Rennserie International Classic Grand Prix (ICGP), in der historische 250‑ und 350‑cm³-GP-Maschinen (Baujahre 1974–1984) eingesetzt werden, u. a. bei Veranstaltungen wie Daytona Classic und Paul Ricard Historic.

## Karriere

### Frühe Jahre
Saul begann 1973 seine Rennlaufbahn über Cup‑Serien wie den Kawasaki‑Moto‑Revue‑Cup, den er 1975 gewann. Sein GP-Debüt gab er 1977 in der 250‑cm³‑Klasse mit Yamaha.

### Grand-Prix-Weltmeisterschaft
Éric Saul nahm insgesamt an **30 Grand Prix** teil (15 in 350 cm³, 12 in 250 cm³, 3 in 125 cm³).
250 cm³‑Klasse
- 1981: Sieg beim GP der Nationen (Italien) auf Yamaha.
- Beste WM-Gesamtplatzierung: 9. Rang (1980).

350 cm³‑Klasse 
- 1982: Sieg beim GP von Österreich (Salzburgring) auf Chevallier‑Yamaha.
- WM-Gesamtplatzierung: 4. Rang (1982) – sein bestes Saisonergebnis.

125 cm³‑Klasse
- Kurzzeitig in der Klasse aktiv (1986), jedoch keine WM-Punkte eingefahren.

Karrierestatistik:
- GP-Starts: 30 • Siege: 2 • Podiumsplätze: 8 • Pole‑Positionen: 1 • Schnellste Runden: 1 • Gesamtpunkte: 172.

## Rennerfolge (Auswahl)
- **1981**, 250 cm³ – Sieg beim Großen Preis der Nationen (Nations GP, Misano)
- **1982**, 350 cm³ – Sieg beim Großen Preis von Österreich (Salzburgring)
- **1982**, Gesamtvierter der 350‑cm³‑WM
- **Erster Pole‑Position** beim Britischen GP 1979 (250 cm³).

## Statistik (Übersicht)
| Jahr | Klasse  | WM-Platz         | GP‑Siege | Podien |
| ---- | ------- | ---------------- | -------- | ------ |
| 1981 | 250 cm³ | (nicht in Top 8) | 1        | –      |
| 1982 | 350 cm³ | 4.               | 1        | –      |
| 1986 | 125 cm³ | –                | 0        | 0      |